# Жиба
Жилберто Амаури де Годој Фиљо (пор. Gilberto Amauri de Godoy Filho; Лондрина, 23. децембар 1976), познатији као Жиба, бивши је бразилски одбојкаш. 

## Биографија
Рођен је у бразилском граду Лондрина 1976. године. Играо је на позицији примача сервиса. У клупској каријери носио је дресове бразилских Сао Каетана, Нипомеда, Минаса и Пинеироса. У Италији је играо за Ферару и Пијемонт, а у Русији за Искру Одинцово. Затим се вратио у Јужну Америку, тачније, Аргентину где је наступао за Боливар, а на крају је играо у Ал-Насру из Дубаија.
За репрезентацију Бразила одиграо је 319 утакмица у периоду од 1995. до 2012. године. У дресу репрезентације је освојио мноштво златних медаља: Олимпијске игре (2004. године), три Светска првенства (2002, 2006. и 2010. године), осам пута Светску лигу (2001, 2003, 2004, 2005, 2006, 2007, 2009, 2010. године), два Светска купа (2003. и 2007. године), три Велика светска купа шампиона (1997, 2005. и 2009. године), Панамеричке игре (2007. године), девет првенстава Јужне Америке (1995, 1997, 1999, 2001, 2003, 2005, 2007, 2009, 2011. године) и три Купа Америке (2005, 2007, 2008. године).
Одбојкашку каријеру је завршио 2014. у својој 37. години, сезону након што је примљен у Кућу славних у Пољској. Ради као председник Савета играча при Светској одбојкашкој федерацији. Сматра се за једног од најбољих одбојкаша свих времена.

## Клубови
- 1993—1994 —  Куритиба
- 1994—1996 —  Кокамар
- 1996—1997 —  Чапеко
- 1997—1998 —  Олимпикус
- 1998—1999 —  Репот
- 1999—2001 —  Минас
- 2001—2003 —  Ферара
- 2003—2007 —  Кунео
- 2007—2009 —  Искра Одинцово
- 2009—2011 —  Симед
- 2012—2013 —  Сјудад де Боливар
- 2013 —  Таубате
- 2014 —  Ал-Наср
- 2019 —  Полонија Лондон